# Ester Gould
Ester Gould, né en 1975 à  Peterculter, en Écosse, est une réalisatrice et scénariste néerlandaise.

## Filmographie

### Réalisatrice et scénariste
- 1999 : Crazy de Heddy Honigmann[2]
- 2004 : Give Me Your Hand de Heddy Honigmann
- 2006 : Forever de Heddy Honigmann[3]
- 2009 : Shout : co-réalisé avec Sabine Lubbe Bakker
- 2010 : Starring David
- 2015 : A Strange Love Affair with Ego[4]
- 2016 : Strike a Pose : co-réalisé avec Reijer Zwaan[5]